# Крапец (Пернишко)
Вижте пояснителната страница за други значения на Крапец.
Крапец е бивше село в Пернишки окръг (сега Област Перник). През 1953 г. жителите на селото са изселени и заедно със село Витошко, е било залято от завиряването на язовир Студена. Жителите му са изселени в пернишкия квартал „Изток“. За разлика от съседното нему село Витошко, всичките му сгради днес са под водата.
В исторически план селото е съществувало от римското, през византийското и турско владичество. Името на селото идва от славянската дума „крапа“ за пещерно образувание, каквито изобилсват в областта на селото.

## Личности
- Александър Бонев (р. 1945) – полковник, военен-летец;
- Борис Христов – български поет и сценарист;
- Йордан Благоев – военен летец;
- Кирил Димитров – борец (от „Левски“ София), многократен републикански шампион, световен отборен;
- Кирил Русинов – полковник, разузнавателен отдел „Гранични войски“;
- Любчо Благоев (р. 1929) - български офицер, генерал-полковник.